# Република Нова Гранада
Република Нова Гранада (шп. República de la Nueva Granada) је била централистичка република која је обухватала углавном територију данашње Колумбије и Панаме, као и мање делове данашњих држава Еквадор и Венецуела. Настала је распуштањем Велике Колумбије 1830. године.
Једна од главних одлика политичке климе у републици је била позиција католичке цркве и степен аутономије савезних држава. Године 1839. Конгрес Нове Гранаде је због несугласица са католичком црквом затворио њене манастире. Ови догађаји су убрзо довели до Рата врховних (шп. Guerra de los Supremos), који је трајао наредне две године и претворио се у сукоб око регионалне аутономије.
Као одговор на захтеве за децентрализацијом земље Нова Гранада је 1858. трансформисана у Гранадинску Конфедерацију.

## Провинције
Територија републике је била подељена на провинције. Свака провинција се састојала од једног или више кантона а сваки кантон је био подељен на неколико обласних жупа.
С друге стране Република је имала директну управу над неким територијама на ободу земље.